# Adventure Game Studio
Adventure Game Studio (acrônimo AGS) é uma ferramenta de desenvolvimento de código aberto que é principalmente usado para criar jogos eletrônicos de aventura. Destina-se a designers de jogos de nível intermediário, e combina um ambiente de desenvolvimento integrado (IDE) para configurar a maioria dos aspectos do jogo com uma linguagem de script baseada na linguagem C para processar a lógica do jogo.

## História
Adventure Game Studio foi criado pelo programador britânico Chris Jones. AGS foi lançado originalmente em 1997 com uma programa MS-DOS intitulado "Adventure Creator".
Jones foi inspirado pela simplicidade aparente da interface do jogos de aventura da Sierra On-Line's, especificamente como mostrado no Space Quest IV: Roger Wilco and the Time Rippers. A primeira versão do Adventure Creator permitiu aos usuários criarem somente jogos com baixa resolução e controlados por teclado.
Inicialmente somente pequenos testes e jogos de demonstração foram criados com o AGS, e a maioria dos projetos mais ambiciosos foram cancelados. Como resultado da falta de jogos completos e ferramentas de desenvolvimento, a base de usuários foi pequena, mas a comunidade cresceu lentamente. Desenvolvedores de jogos começaram a pedir mais ferramentas para que eles pudessem criar jogos mais complexos. Gradualmente, esses pedidos foram implementados, AGS se tornou uma ferramenta mais capacitada e finalmente foi possível de criar jogos de grande qualidade com ela.
Depois de um longo período de baixa atividade, Lassi Quest foi distribuído como o primeiro jogo completo feito com AGS no final de 1999. Não foi até que os jogos de Larry Vales e Rob Blanc foram distribuídos em 2000-2001 que a ferramenta teve sua popularidade espalhada. Há agora uma comunidade ativa de milhares de membros, e uma grande saída de jogos completos de todos os tamanhos.
AGS continua a ser acrescentado e melhorado, com o lançamento da versão 3.0 em Janeiro de 2008 incluindo uma reescrita completa do editor usando .NET Framework e uma atualização para a ferramenta suportar aceleração 3D por hardware.
Em 26 de Outubro de 2010, Chris Jones lançou o código fonte do editor sobre os termos da Licença artística, versão 2. Em 27 de Abril de 2011, o executável foi lançado sob a mesma licença.
Em 2015, um pequeno grupo de desenvolvedores da comunidade continuam mantendo e incrementando o mecanismo e a IDE, e começaram a implementar capacidade de multi plataforma assim como suporte para resoluções de telas modernas (4:3, 16:9 e grandes resoluções personalizadas).

## Capacidades
O editor e o executável foram originalmente desenvolvidos para sistemas  Windows; embora o executável tenha sido adaptado para Android, iOS, Linux e Mac OS X desde o lançamento do código fonte. Antes de AGS 2.7, um executável DOS também estava disponível; isso foi descontinuado. Não é possível ainda executar o editor para criar jogos em um sistema operacional diferente do Windows sem um emulador ou uma API de conversão como o Wine.
AGS consegue criar jogos com um alcance gráfico de 256 cores e uma resolução de 320x200 (jogos com uma aparência mais "clássica") até jogos Truecolor com qualquer resolução suportada pelo adaptador gráfico do jogador, como 1600x1200 (jogos com uma aparência mais "moderna") e um canal alfa.
Também suporta os seguintes filtros gráficos: nenhum, 2x nearest-neighbor, 3x nearest-neighbor, 4x nearest-neighbor, hq2x, hq3x.
A aplicação suporta os seguintes formatos de multimídia: mod, s3m, wav, xm, midi, ogg, mp3, avi - versão 2.61. A versão 2.72 da aplicação possuí suporte para it e s3m.

## Jogos
Milhares de jogos têm sido produzidos usando AGS, alguns deles sendo de qualidade profissional, tais como jogos profissionais como os mencionados abaixo. Há vários jogos aclamados não profissionais com desenvolvimento de toda a extensão, por exemplo Heroine's Quest.
Wadjet Eye Games é um desenvolvedor de jogos indie que foi criado a maioria dos títulos comerciais utilizando AGS, tanto como a série de jogos Blackwell. Eles também publicaram jogos AGS por outras desenvolvedoras, tanto como Primordia feito pela Wormwood Studios, Resonance feito pela XII Games, e Gemini Rue feita pela Joshua Nuernberger.
Equipe de desenvolvimento AGD Interactive e Infamous Adventures têm refeito e atualizado King's Quest e outros lançamentos Sierra. LucasFan games tem feito o mesmo com jogos de aventura de LucasArts.

## Comunidade
A comunidade AGS é beaseada no fórum AGS e no canal IRC da AGS. Há acontecido reuniões reais da comunidade a cada verão por alguns anos, conhecidas como Mittens. Há também um blog com uma contínua cobertura do AGS desenvolvimento, jogos e comunidade. A comunidade realiza várias competições para criar jogos, arte, escrita e música, tão como o prêmio anual de AGS para honrar o melhor do ano.